# Montfa (Tarn)
Montfa – miejscowość i gmina we Francji, w regionie Oksytania, w departamencie Tarn.
Według danych na rok 1990 gminę zamieszkiwało 278 osób, a gęstość zaludnienia wynosiła 26 osób/km² (wśród 3020 gmin regionu Midi-Pireneje Montfa plasuje się na 787. miejscu pod względem liczby ludności, natomiast pod względem powierzchni na miejscu 1037.).